# Nesticus akamai
Nesticus akamai är en spindelart som beskrevs av Takeo Yaginuma 1979. Nesticus akamai ingår i släktet Nesticus och familjen grottspindlar. Inga underarter finns listade i Catalogue of Life.